# 1278
Cette page concerne l'année 1278  du calendrier julien. Pour l'année 1278 av. J.-C., voir 1278 av. J.-C.
L'année 1278 est une année commune qui commence un samedi.

## Événements
- 13 février : cent soixante-quatorze cathares sont conduits au bûcher dans les arènes de Vérone sur l’ordre des  Scaligieri[1].
- 4 mai[2] : Rodolphe de Habsbourg cède à Nicolas III l’exarchat de Ravenne, la Marche d'Ancône et le duché de Spolète qui forment les contours définitifs de l’État pontifical.
- 30 juin : Pierre de La Broce, chambellan et favori de Philippe III le Hardi, accusé de la mort de Louis, fils aîné du roi et d’Isabelle d’Aragon, est pendu au gibet de Montfaucon[3].
- 26 août : Ottokar II de Bohême est tué à la bataille de Marchfeld (Dürnkrut, près de Vienne) par l’empereur Rodolphe Ier de Habsbourg dont il avait contesté l’élection[4]. La Bohême et la Moravie deviennent parties du Saint-Empire romain germanique.
  - Début du règne de Venceslas II de Bohême (jusqu'en 1305).
  - L'Autriche passe aux Habsbourg. Rudolf, fils de l’empereur, épouse Agnès, fille d’Ottokar (1289), et Venceslas, fils d’Ottokar, épouse Gutta, fille de Rodolphe (24 janvier 1285).
- 8 septembre[5] : paréage signé entre l'évêque d'Urgell (actuellement en Catalogne), et le comte de Foix (actuellement en France), délimitant leurs droits et pouvoirs respectifs sur le territoire d'Andorre.
- 24 septembre : Charles d’Anjou se défait de son vicariat de l'empire en Toscane sous injonction pontificale[6].

- Ivaïlo est proclamé tsar des Bulgarie à Tarnovo (fin en 1279). Il repousse les Mongols et les Byzantins[7].
- Les Allemands établissent à Bergen en Norvège un comptoir commercial[8].
- Victoire de Boleslas le Pieux de Grande-Pologne sur le Brandebourg. Il prend Santok[9].

- Roger Bacon est condamné pour hérésie pour ses idées révolutionnaires sur la science (philosophie et astronomie)[10]. Le général de l’ordre franciscain, Girolamo Masci, le futur pape Nicolas IV, interdit la lecture des livres de Bacon et le fait arrêter. Bacon passe dix ans en prison (fin en 1292).

- Les peintres Cimabue, Pietro Cavallini et Rusuti sont appelés à Assise pour décorer la basilique franciscaine. Le jeune Giotto se forme à leur contact[11].

## Décès en 1278

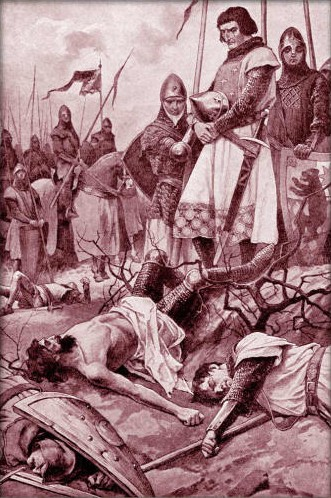
26 août : mort d'Ottokar II de Bohême